# アメリカ合衆国の海外領土

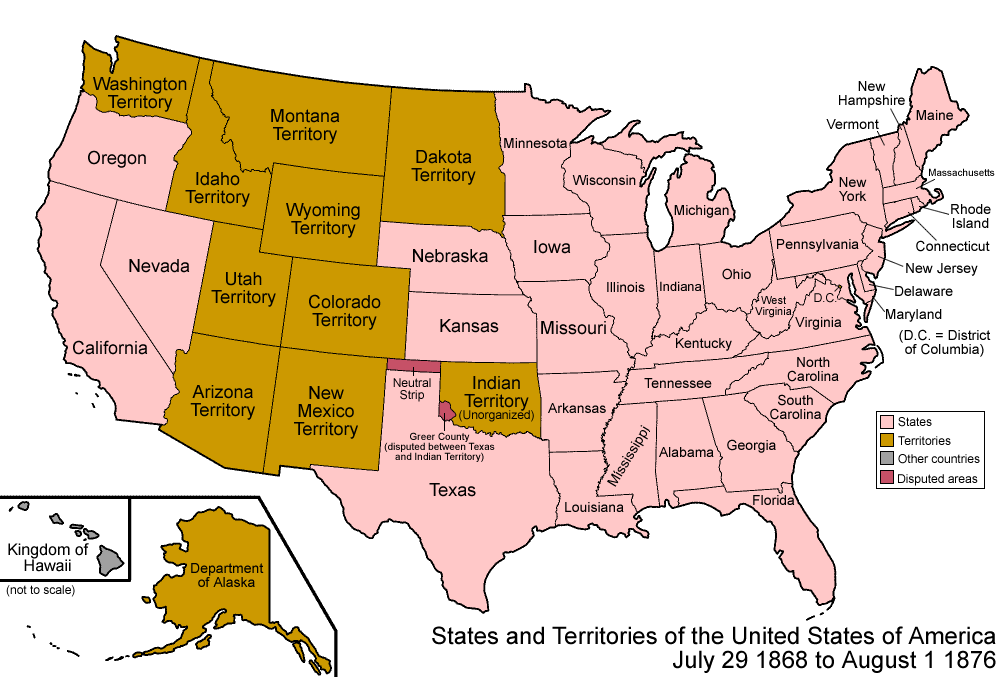
自治9地域と非自治2地域を含む1868年から1876年のアメリカ合衆国領土の変遷

アメリカ合衆国の海外領土（アメリカがっしゅうこくのかいがいりょうど、英語: Territories of the United States）は、アメリカ合衆国連邦政府により管理されるが、いずれの州および連邦直轄の特別区にも属さず、また限定された主権を持つアメリカ先住民族の土地に属さない行政区画を指す。
「Territory」という用語は、米国がその領土を拡大していた時代に名づけられたものである（和訳の「海外」というのは日本語で使用する際に便宜上つけられているもの）。非州領域、準州とも呼ばれる。非州領域は編入（incorporated）領域であるかどうか、自治が行われている（organized、合衆国議会で当該地域の自治法（または組織法、Organic Act）が制定されている）かどうか、の2点に着目した分類がなされる。編入され、自治法も制定されている「アメリカ合衆国自治的・編入領域」は1789年から1959年まで存在し、そのうち31の領域が正式州への昇格を果たした。また、1898年までは未編入領域という定義自体が無かったが、現在はいくつかの領域がこれに該当している。
合衆国の海外領土は編入未編入、自治非自治にかかわらず、合衆国の不可分の領土とされていて、合衆国憲法は部分的にのみ適用されている。
アメリカ合衆国の海外領土の住民は、アメリカ合衆国大統領選挙の投票権はなく、合衆国議会で完全に代表する代議士はいない。領土内の通信および他のインフラは一般的にアメリカ合衆国本土およびハワイと比較し劣っており、例えば米領サモアのインターネットの速度は東欧諸国より遅いとも言われている。貧困率は非州領域よりも高い。

## 編入・未編入領域
アメリカ合衆国における編入領域とは、合衆国の管轄下にあり、その当該領域の自治体（政府）および住民に対し、（市民権や裁判権など）合衆国憲法が完全に適用されることを合衆国議会が定めた領域を指す。これに対して、未編入領域は合衆国の管轄下にあるが、合衆国憲法の選択された一部のみが適用される。編入領域はアメリカ合衆国の完全不可分な一部をなすとみなされ、占領地域や一時的領有地域とは区別される。
ここでいう「編入」とは当該領域に市や町といった自治体の存在の有無を問うものではない。
ある領域が一旦米国に編入されると、その編入状態が解かれることはなく、独立の承認や他国への割譲といった僅かな例外（リオ・リコ参照）を除いて永久に米国憲法の管轄下におかれる。
未編入領域は、その実態からして保護領ないしは属領 (Protectrate) と呼ばれるべきものであるが、米国内務省は公式には "Insular area"（島嶼地域）と呼称するようになった。

## 自治的・非自治的領域
アメリカ合衆国の歴史において、自治的領域 (organized territory) とは、合衆国議会がその領域に適用される自治法 (Organic Act) を正式に制定し、これにしたがって自治を行う領域を指す。これら領域はアメリカ合衆国への編入・未編入状態を問われない。現在、狭義の準州とはこの自治的・編入領域 (embryonic State)を指すことが多い。1959年にハワイ準州（Territory of Hawaii）が州となって以降、自治的・編入領域は存在しない。

### 最高法規・三権の形態
合衆国議会により個別に定められる自治法がその領域における最高法規となる。自治法には、個別の地域で差はあるが、一般に、何らかの人権規定（権利章典）が盛り込まれ、また、三権分立の枠組みを持つことなどが定められている。この自治法が制定されることにより、はじめて「自治的領域 (organized territory)」と呼ばれる。自治は認められるが制限があり、最終的な決定権限は現地自治政府ではなく合衆国議会である等が正式州との相違点である。かつては憲法を持つことはなかったが、現在、いくつかの自治的領域は自主憲法を持っている。あくまで最高法規は自治法であり、これら領域の州昇格や米国からの離脱を決定する権限を持たないという点で正式州の憲法とは異なる。

### 自治的・編入領域
アメリカ合衆国における最初の自治的領域は「北西地域 (Northwest territory)」で、1787年にその後の自治法のプロトタイプとなった「北西部条例 (Northwest Ordinance)」により自治化された。これ以降およそ一世紀半の間に 29 の領域が自治的領域となった。この当時は、自治法が通過し自治的領域となるということ自体が正式な州になる前段階と考えられていた。ところが、1898年の米西戦争により、スペインからプエルトリコ、フィリピン、グアムおよびキューバの一部を取得した際に、米国として、差当たり正式州とする意図や必要性の無い領土を持つこととなり、ここで初めて「編入（済）領域 / 未編入領域」という観念が用いられるようになった。

### 自治的・未編入領域
アメリカ合衆国島嶼地域における現行の用語としての「コモンウェルス」 "Commonwealth" は、自治的領域のある種の特例と考えられている。現時点ではプエルトリコと北マリアナ諸島の 2 領域がこの「コモンウェルス」に該当するが、どちらも編入領域ではない。さらに、グアムと米領ヴァージン諸島も未編入の自治的領域であるが「コモンウェルス」とは呼ばれていない。他方で米領サモアは 1967年以降、憲法により自治を行っているが、自治法が制定されていないので正式には非自治的領域に分類されている。

## 歴史
現在のアメリカ合衆国の多くの州は、その前段階として、合衆国議会が現地自治政府を設置または承認した「自治的・編入領域 (organized incorporated territory)」（準州）であった。20世紀に入る直前に起こった米西戦争により、フィリピン、プエルトリコおよびグアムを得るまでは編入領域と未編入領域の区別はなかった。それまでは併合（全ての領域は編入済みであることが前提で）によってのみ領土を拡大してきた。
1937年の合衆国最高裁判所のプエルトリコ人民対シェルオイル判決において、準州のみに適用されるとされたシャーマンアンチトラスト法が、（準州ではない）プエルトリコにも適用されることとなったが、この判決の際に従来の準州と、プエルトリコのような正式州化を前提とはしていない領域をそれぞれ「編入領域」と「未編入領域」の二種類に明確に区別した。
現代では「未編入領域」という用語は島嶼地域のみに適用される。現在、州に属さない唯一の「編入領域」はパルミラ環礁であるが、ここは自治的領域ではない。これに対して、自治領域化されるのに編入領域である必要はない。プエルトリコなどがそれに該当する。
- 1856年8月18日：グアノ島法により、ホンジュラス沖のスワン諸島がアメリカ合衆国の領土となる。同時にセラナ礁、セラニャ礁、バホヌエボ礁、キトスエニョ礁、ロンカドル礁の島々も領有宣言。
- 1899年4月11日：1898年のパリ条約が施行され、グアム、フィリピン、プエルトリコがスペインよりアメリカ合衆国に移譲され、非自治的・未編入領域となる。
- 1900年4月2日：フォラカー法によりプエルトリコが自治化される（自治的・未編入領域）。
- 1900年6月7日：1899年のベルチン条約によりサモア諸島の一部の統制権を得て米領サモア（非自治的・未編入領域）を起立。
- 1901年4月1日：フィリピン人指導者エミリオ・アギナルドが米比戦争において降伏し、アメリカによる文民政府の組織を認める。
- 1903年：パナマとのパナマ運河条約により、パナマ運河の租借権を獲得し、パナマ運河地帯として領有。キューバのグアンタナモ湾（グァンタナモ米軍基地）とオンダ湾は租借で領有及びピノス島も領有。
- 1912年：オンダ湾の領有を放棄し、キューバに戻る。
- 1914年：ブライアン・チャモロ条約（英語版）により、ニカラグアからコーン諸島の99年間の租借権を獲得しコーン諸島を領有。
- 1916年8月29日：フィリピン自治法（ジョーンズ法）が署名されフィリピンの独立が約束される。
- 1917年3月2日：ジョーンズ - シャフロス法でプエルトリコが再自治化。
- 1925年：ピノス島をキューバへ返還。
- 1934年3月24日：ティディングズ - マクダフィー法が署名され、フィリピン自治領 (フィリピン・コモンウェルス、Commonwealth of Philippines) が成立。
- 1938年：イギリス領フェニックス諸島（キリバス共和国の）にあるカントン島とエンダーベリー島の領有を主張し、イギリスと対立するが、1939年にイギリスとの50年間の共同統治で合意。
- 1946年7月4日：フィリピンの独立を承認。
- 1947年7月14日：国際連合が太平洋諸島信託統治領の施政権国をアメリカ合衆国に指定。この時点では当該地域は米領ではない。
- 1950年7月1日：グアム自治法が施行され、グアムは自治的・未編入領域となる。
- 1952年7月25日：プエルトリコの自主制定憲法が承認され、自治的・未編入領域のコモンウェルスとなる。
- 1954年7月22日：米領バージン諸島に自治法が制定され自治的・未編入領域となる。
- 1967年7月1日：米領サモアの憲法が施行される。自治法は制定されていないが、この自治政府樹立の動きにより米領サモアは自治的領域と同等の扱いとされる。
- 1971年4月25日：コーン諸島をニカラグアへ返還。
- 1972年9月1日：スワン諸島をホンジュラスに譲渡。
- 1978年1月1日：北マリアナ諸島が信託統治を離脱して、プエルトリコ同様に自治的・未編入領域のコモンウェルスとなる。
- 1979年：イギリスとの共同統治領カントン島とエンダーベリー島をキリバスに返還。
- 1979年10月1日：パナマ運河地帯の施政権をパナマに返還。
- 1982年：セラナ礁、セラニャ礁、バホヌエボ礁、キトスエニョ礁、ロンカドル礁の島々を領有を主張していたコロンビアに返還。しかし、セラニャ礁、バホヌエボ礁にある一部は領有。
- 1986年11月3日：ミクロネシア連邦が信託統治を離脱し、アメリカ合衆国との自由連合盟約国として独立。
- 1990年11月22日：国際連合はパラオを除いて太平洋諸島信託統治を終了。
- 1994年5月25日：国際連合はパラオ地区の信託統治を終了。パラオはアメリカ合衆国属領ではない事実上の独立を果たす。
- 1994年10月1日：パラオがアメリカ合衆国との自由連合盟約国として法的にも独立を果たす。
- 1999年12月31日：旧パナマ運河地帯に残るアメリカ管理地区をパナマに返還。

## アメリカ合衆国属領の現行分類

### 自治的・編入領域
1959年（ハワイ州成立）以降なし

### 非自治的・編入領域
- パルミラ環礁は自然保護団体 "The Nature Conservancy" により所有され、合衆国内務省により管理される。この環礁は1898年にハワイ共和国を併合した際に一緒にアメリカ領となった。1900年4月30日にハワイが編入領域となったときに、ハワイの一部として編入された。しかし、1959年のハワイ州昇格に際して、このパルミラ環礁のみは州から分離されたが、編入状態が解かれることはなく、そのまま編入領域として残った。

また編入領域だが非自治的領域である「領土」にあたるものとして、
- 12海里までのアメリカ合衆国領海
- 海上の米国船籍の船舶

がある。

### 自治的・未編入領域
- グアム（準州）
- 北マリアナ諸島（米国自治連邦区）
- プエルトリコ（米国自治連邦区）
- 米領ヴァージン諸島（保護領）

### 非自治的・未編入領域
- 米領サモア、連邦法的には非自治だが 1967年の自主憲法制定以降は実質自治化。
- ベーカー島、無人島
- ハウランド島、無人島
- ジャービス島、無人島
- ジョンストン環礁、かつては米軍関係者が居住、2004年以降無人島
- キングマン・リーフ、無人島
- ミッドウェー島、無人島、ミッドウェー環礁国立野生生物保護区の一部
- ナヴァッサ島、無人島（ハイチが領有を主張）
- ウェーク島、飛行場施設関係者が居住（マーシャル諸島共和国が領有を主張）
- セラニャ礁、無人島、（コロンビアに返還したが一部を領有している為、コロンビアが全部の領有を主張し、ホンジュラスも領有を主張）
- バホヌエボ礁、無人島、（コロンビアに返還したが一部を領有している為、コロンビアが全部の領有を主張し、ホンジュラスも領有を主張）